# AGM-176 Griffin
Pour les articles homonymes, voir Griffin.

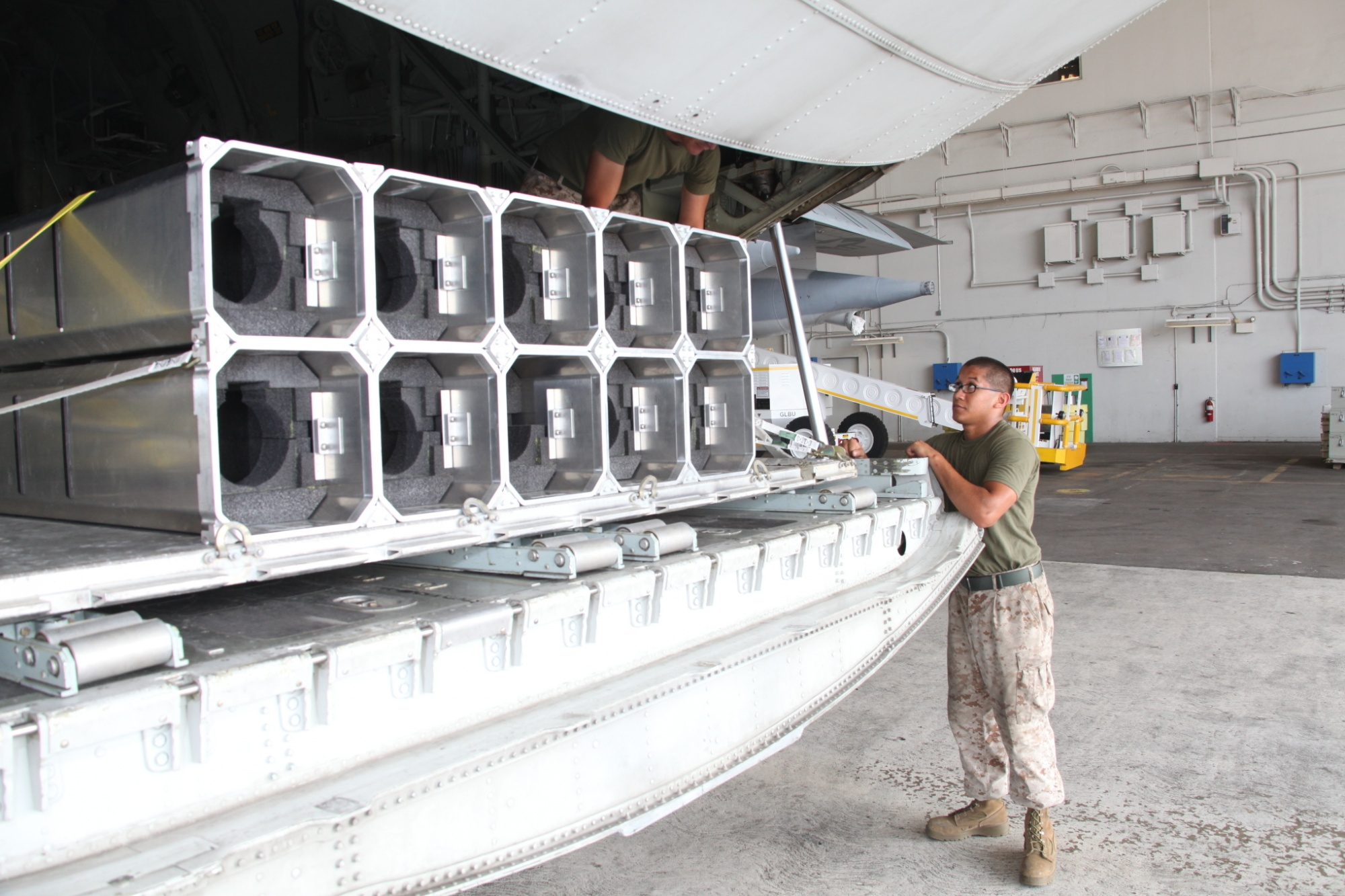
Tubes de lancement d'AGM-176 sur la rampe d'un KC-130J Harvest Hawk en 2011.

L'AGM-176 Griffin ou Griffin A est un missile léger air-surface de 20 kg et d'une portée de 20 km lorsqu'il est tiré à haute altitude depuis l'arrière d'un aéronef servant de soutien aérien au sol. Construit par Raytheon et utilisé par l'armée américaine depuis 2008, il est généralement transporté par les gunship Lockheed AC-130J et KC-130J Harvest Hawk et peut être tiré depuis des voitures tout-terrains comme le Humvee.
La version B est tirée en avant d'un aéronef, drone de combat ou hélicoptère.
2 000 unités des versions air-sol sont livrées entre 2008 et début février 2014.

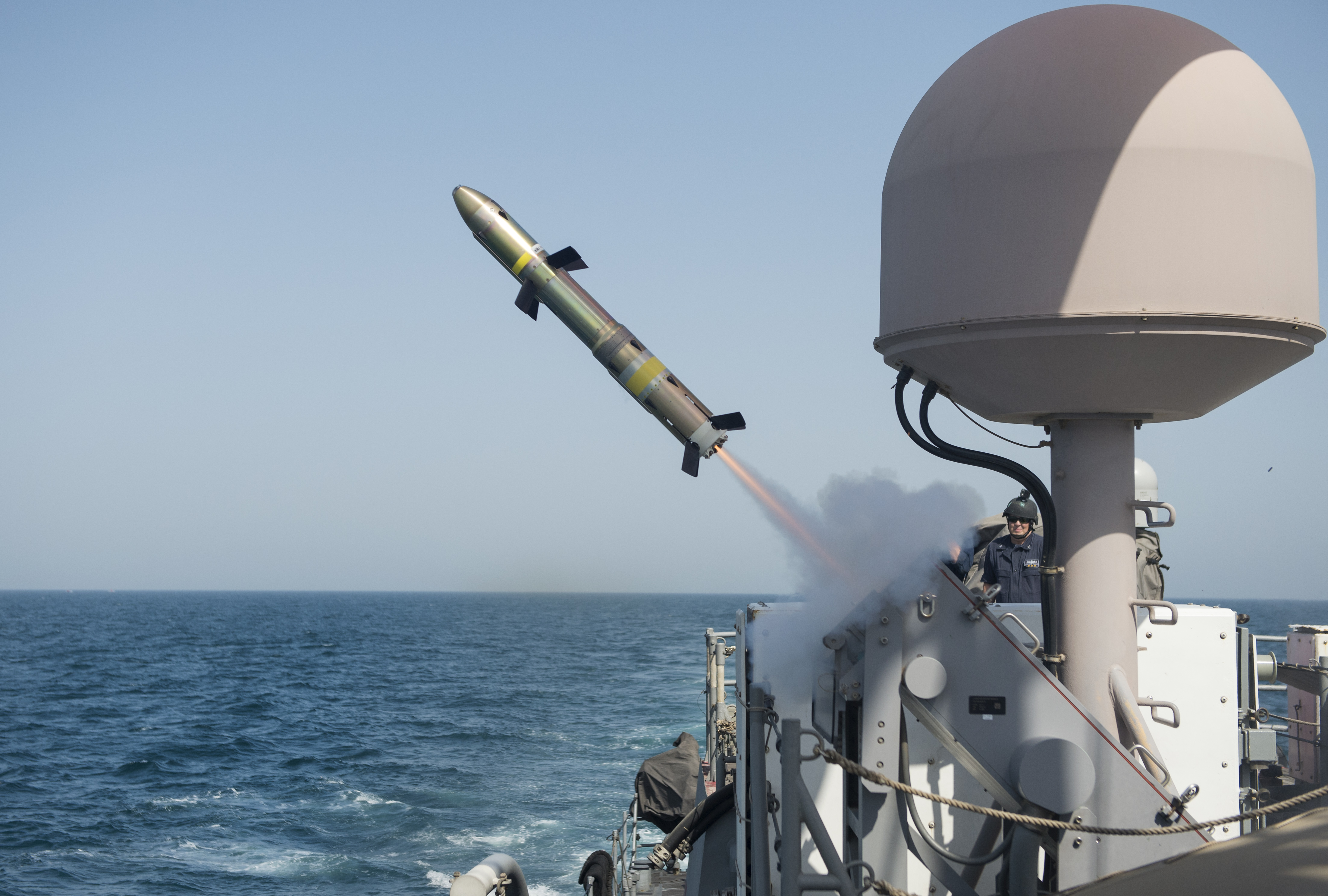
Tir depuis un patrouilleur de la classe Cyclone en 2015.

Une version surface-surface nommée BGM-176 ou Griffin C testée en 2014 est opérationnelle depuis 2015 par les navires légers tels les patrouilleurs de la classe Cyclone.
La version Griffin C-ER (Extended Range : Portée étendu) est utilisée depuis 2016 par les Littoral combat ships.